# Новые Сосны
Новые Сосны (эрз. Од Пиче веле) — эрзянская деревня в Клявлинском районе Самарской области. Входит в сельское поселение станция Клявлино.
Расположена на реке Сосновка в 4—5 км к югу от железнодорожной станции Клявлино.
| 2010 |
| ---- |
| 388  |

## История
Деревня по легенде была основана отколовшимися крестьянами деревни Сосны. Новую деревню они назвали Новыми Соснами, в память о месте своего рождения. С этого момента деревня Сосны стала называться Старыми Соснами.

## Знаменитые люди
В 1915 году в Новых Соснах родился поэт Батаев Павел Петрович, погибший в Великой Отечественной войне.